# Pocket Planes
Pocket Planes es un videojuego de simulación empresarial desarrollado por NimbleBit para iOS. Fue lanzado inicialmente el 14 de junio de 2012. En octubre de 2012, el videojuego fue lanzado en la Mac App Store. Una versión para Android, adaptada y publicada por Mobage, fue lanzada el 22 de septiembre de 2012. El videojuego fue eliminado el 24 de septiembre de 2015 de Google Play Store, sin embargo fue relanzado el 17 de marzo de 2022. El videojuego todavía está disponible en la App Store de iOS en regiones seleccionadas (EE. UU., Canadá, Australia). También estuvo prevista una actualización de la versión iOS para que el videojuego estuviese disponible nuevamente en todos los países. Dicha actualización fue lanzada el 12 de mayo de 2022.

## Jugabilidad
En Pocket Planes, los jugadores asumen el papel de director ejecutivo de una aerolínea. Empezando con unos pocos aeropuertos y aviones pequeños, los jugadores transportan pequeñas cantidades de carga y pasajeros a cortas distancias. A medida que obtienen ganancias de sus vuelos, construyen más aeropuertos, compran mejores aviones y expanden su aerolínea a nivel internacional.
Una fórmula determina la cantidad de beneficios que se obtendrán de un vuelo, dependiendo de la distancia, la velocidad y el peso del avión utilizado en la ruta. Llenar un avión con carga o pasajeros que vayan al mismo destino generará una bonificación del 25% en cada artículo. Los jugadores también pueden completar eventos que impliquen llevar artículos y personas especiales a un destino designado. Después de completar estos eventos, los jugadores reciben Bux, una moneda del videojuego que se utiliza para comprar aviones y adquirir otros beneficios, como mejoras y la capacidad de acelerar los vuelos.

## Versión de Android
El 24 de septiembre de 2015, la empresa que portó el videojuego a Android, Mobage, cerró sus servidores de videojuegos para Pocket Planes y otros videojuegos de NimbleBit, incluidos Pocket Frogs y Tiny Tower, y posteriormente eliminó estas descargas de Google Play Store.
Desde entonces, los otros videojuegos han sido relanzados en Google Play Store por NimbleBit y el 19 de abril de 2021, se anunció que un nueva versión para Android de Pocket Planes estaba en desarrollo.
El 17 de marzo de 2022, NimbleBit relanzó Pocket Planes en Google Play Store.

## Recepción
El videojuego fue visto favorablemente por los críticos. Tiene una puntuación de 78/100 en Metacritic, categorizándolo con «críticas generalmente favorables» según 17 críticos. Gamezebo.com lo calificó con 4,5 estrellas de 5, afirmando que «NimbleBit una vez más te ha dejado en medio de un universo que parece haber sido creado solo para ti, y lo ha llenado con una misión más profunda y convincente».
Sin embargo, Ryan Rigney de Wired escribió que el éxito del jugador no se correlacionaba con la habilidad y lo critica por la falta de una jugabilidad convincente.